# Jorf
Jorf (em árabe: جرف) é uma cidade e município do sul de Marrocos, que faz parte da província de Errachidia e da região de Meknès-Tafilalet. Em 2004 tinha 12 135 habitantes e estimava-se que em 2012 tivesse 12 049 habitantes.
A cidade, referida em alguns guias turísticos como o maior ksar do Tafilalt, situa-se num oásis do Tafilalt, junto a um grande palmeiral e é atravessada pela estrada R702, que liga Ouarzazate a Arfoud via Tinghir e Tinejdad. Encontra-se 20 km a noroeste de Arfoud, 65 km a leste de Tinejdad, 122 km a leste de Tinghir e 285 km a leste de Ouarzazate.